# Dzierążnia (powiat pińczowski)
Dzierążnia – wieś w Polsce położona w województwie świętokrzyskim, w powiecie pińczowskim, w gminie Działoszyce.
| SIMC    | Nazwa             | Rodzaj    |
| ------- | ----------------- | --------- |
| 0237140 | Ameryka Północna  | część wsi |
| 0237156 | Ameryka Wschodnia | część wsi |
| 0237162 | Biała Góra        | część wsi |
| 0237179 | Misiak            | część wsi |
| 0237185 | Ratajka           | część wsi |

W latach 1954–1972 wieś należała i była siedzibą władz gromady Dzierążnia. W latach 1975–1998 miejscowość administracyjnie należała do województwa kieleckiego.
W czasie II wojny światowej, od stycznia 1943 do wkroczenia wojsk radzieckich, w części wsi zwanej Ameryka polska rodzina Koniecznych: 
- Marianna Konieczna, matka
- Maciej Konieczny, ojciec
- Honorata Rosa z d. Konieczna, córka
- Maria Ostrowska z d. Konieczna, córka
- Mieczysław Konieczny, syn
- Piotr Konieczny, syn

ukrywała w specjalnie do tego skonstruowanym schronie dziesięcioro Żydów.
We wsi znajduje się parafialny kościół pw. św. Marii Magdaleny z 1440 r., w późniejszym okresie przebudowany, z kaplicą Grobu Chrystusa z 1646 r., wpisany do rejestru zabytków nieruchomych (nr rej.: A/631/1-2 z 15.01.1957 i z 15.06.1967).
Znajduje się szkoła podstawowa.

## Urodzeni w Dzierążni
- ks. Stanisław Książek